# VDI/DVGW 6023
Das hygienebewusste Planen, Bauen und Betreiben von Trinkwasser-Installationen wurde erstmals 1999 vom VDI (Verein Deutscher Ingenieure) in der Richtlinie VDI 6023 aufgegriffen. Vorbild war in Teilen die Richtlinie VDI 6022. Den Richtlinien des VDI wird der Status anerkannter Regeln der Technik zugeschrieben. Als solche haben sie den Charakter privatrechtlicher Empfehlungen ohne Gesetzescharakter. Sie wirken jedoch als „antizipierte Sachverständigengutachten“ und können bei Streitfällen durch ihre Vermutungswirkung eine exkulpierende Wirkung entfalten.
Die im April 2013 erschienene zweite Überarbeitung der Richtlinie wurde als gemeinsame VDI/DVGW-Richtlinie herausgegeben.

## Anwendungsbereich
Die Richtlinie gilt für alle Trinkwasser-Installationen auf Grundstücken, in Gebäuden und auf Kauffahrteischiffen (einschließlich Binnenschiffen). Sie kann sinngemäß für alle anderen Wasserversorgungsanlagen nach TrinkwV § 3 angewendet werden.

## Allgemeine Anforderungen
„Wasser muss fließen.“ Größtes Problem der Trinkwasserhygiene ist der fehlende Wasseraustausch. Da Trinkwasser nicht steril ist, können sich vorhandene Keime in stagnierendem Wasser, insbesondere bei Temperaturen zwischen 20 und 50 °C vermehren und zur Bildung von Biofilm und hartnäckiger Verkeimung führen. Zusätzlich kann sich die Wasserbeschaffenheit durch längere Wechselwirkung mit den Leitungsmaterialien nachteilig verändern.
Trinkwasser-Installationen sollen daher so groß wie zur Befriedigung des Wasserbedarfs nötig, aber dennoch so knapp wie möglich bemessen werden. Unnötig große Leitungsdurchmesser, Leitungen „auf Vorrat“ für später anzuschließende Zapfstellen oder Installationsabschnitte, Totleitungen und Zapfstellen, bei denen eine Erneuerung des Wassers binnen 72 Stunden nicht sichergestellt ist, sind unzulässig.
Mit der Erstbefüllung einer Trinkwasser-Installation muss folglich der dauernde Wasseraustausch durch (ggf. simulierten) bestimmungsgemäßen Betrieb sichergestellt werden.
Zu keiner Zeit und an keiner Stelle darf es eine ungesicherte („direkte“) Verbindung der Trinkwasser-Installation mit einer Anlage für andere Wässer, z. B. Löschwasseranlagen, Heizungsanlagen oder Regenwassernutzungsanlagen geben. (Detaillierte Hinweise zu Betriebswasseranlagen enthält VDI 2070.) Installationen für andere Wässer müssen grundsätzlich durch eine Sicherungseinrichtung nach EN 1717 von der Trinkwasser-Installation getrennt sein.

## Hygiene-Erstinspektion
Die Hygiene-Erstinspektion dient dazu festzustellen, ob die Voraussetzungen für einen bestimmungsgemäßen Betrieb, d. h. richtige Planung und Ausführung, gegeben sind.

## Betrieb und Instandhaltung
Basis des bestimmungsgemäßen Betriebs ist die im Raumbuch festgelegte Nutzung.

## Betriebsunterbrechung, Wiederinbetriebnahme
Bestimmungsgemäßer Betrieb verlangt einen Wasseraustausch binnen 72 Stunden. Ist absehbar, dass dieser Wasseraustausch nicht durch die normale Nutzung sichergestellt werden kann, so sind geeignete organisatorische (Spülanweisungen) oder technische (zeitgesteuerte Spülvorrichtungen) Maßnahmen zu treffen, um den nötigen Wasseraustausch sicherzustellen.
Wird der bestimmungsgemäße Betrieb für mehr als vier Wochen unterbrochen, so müssen die Leitungen zuvor abgesperrt und vor Wiederinbetriebnahme in festgelegter Weise gespült werden.
Bei Nutzungsunterbrechungen von mehr als sechs Monaten sind vor der Wiederinbetriebnahme neben der Spülung mikrobiologische Untersuchungen sowie ggf. weitere Maßnahmen zur Wiederherstellung des hygienisch unbedenklichen Zustands vonnöten.

## Instandhaltung
Instandhaltung von Trinkwasser-Installationen sollen von geschultem Fachpersonal vorgenommen werden. VDI/DVGW 6023 beschreibt im Anhang D geeignete Schulungen.
Das Zeitraster für Inspektionen von Anlagen und Anlagenteilen sowie die Frist für die Behebung erkannter Mängel orientieren sich an der Schwere der möglichen Auswirkungen. Komforteinschränkungen sind weniger dringlich als Nutzungseinschränkungen, diese wiederum weniger kritisch als Gesundheitsgefahren.

## Verantwortlichkeiten
Verantwortlich für die Erhaltung der gesundheitlichen Unbedenklichkeit des abgegebenen Trinkwassers ist nach Trinkwasserverordnung der Unternehmer und sonstige Inhaber im Rahmen seiner Verkehrssicherungspflicht. Dies ist zunächst der Eigentümer der Installation, bei Überlassung im Rahmen von Nutzungsverträgen neben ihm der Nutzer. Die Verantwortung erstreckt sich z. B. bei Mietwohnungen bis in den Privatbereich des Mieters.

## Trinkwasserhygieneschulungen
Die Richtlinie VDI/DVGW 6023 unterscheidet folgende Qualifikationen:
- Kategorie A: Planer, verantwortlicher Errichter, Prüfer
- Kategorie B: Ausführender, Instandhalter
- Kategorie C: Nutzer (nur eigene Anlage)

Wasserversorgungsunternehmen (WVUs) führen Verzeichnisse von Vertragsfirmen, die autorisiert sind, bestimmte Tätigkeiten an Trinkwasser-Installationen vorzunehmen. Die Trinkwasserhygieneschulungen nach VDI/DVGW 6023 qualifizieren nicht automatisch für den Eintrag in diese Verzeichnisse, da die Festlegung der hierfür notwendigen Qualifikation in den Verantwortungsbereich der WVUs fällt.